# Claudio Salto
Claudio Gabriel Salto (Bragado, Buenos Aires, Argentina; 4 de enero de 1995) es un futbolista argentino. Juega como delantero y su equipo actual es San Miguel, de la Primera Nacional de Argentina.

## Trayectoria

### River Plate
Realizó su debut en la decimonovena fecha del Campeonato de Primera División 2015 en la derrota de su equipo por 1-0 frente Defensa y Justicia, ingresó a los 20 minutos del tiempo suplementario en reemplazo de Gonzalo Martínez.

### SC Freamunde
En búsqueda de dar un salto de calidad y sumar minutos se va cedido al SC Freamunde de Portugal.

### Vuelta a River Plate
Luego de no tener un buen paso volvió a River, donde no encontró continuidad.
Relegado en la consideración de Marcelo Gallardo, cuando regresó a River Plate, se tuvo que reincorporar a la Reserva. Nunca volvió a sumar rodaje en la categoría, pese a que se entrenó a la par del plantel que dirigía Facundo Villalba.

## Estadísticas

### Clubes
Actualizado hasta su último partido disputado el 19 de julio de 2025.
| Club                             | Div.          | Temporada     | Liga  | Liga  | Liga   | Copas nacionales | Copas nacionales | Copas nacionales | Torneos internacionales | Torneos internacionales | Torneos internacionales | Total | Total | Total  |
| Club                             | Div.          | Temporada     | Part. | Goles | Asist. | Part.            | Goles            | Asist.           | Part.                   | Goles                   | Asist.                  | Part. | Goles | Asist. |
| -------------------------------- | ------------- | ------------- | ----- | ----- | ------ | ---------------- | ---------------- | ---------------- | ----------------------- | ----------------------- | ----------------------- | ----- | ----- | ------ |
| C. A. River Plate Argentina      | 1.ª           | 2015          | 1     | 0     | 0      | —                | —                | —                | —                       | —                       | —                       | 1     | 0     | 0      |
| C. A. River Plate Argentina      | Total club    | Total club    | 1     | 0     | 0      | 0                | 0                | 0                | 0                       | 0                       | 0                       | 1     | 0     | 0      |
| S. C. Freamunde Portugal         | 2.ª           | 2016-17       | 5     | 1     | 0      | —                | —                | —                | —                       | —                       | —                       | 5     | 1     | 0      |
| S. C. Freamunde Portugal         | Total club    | Total club    | 5     | 1     | 0      | 0                | 0                | 0                | 0                       | 0                       | 0                       | 5     | 1     | 0      |
| C. A. Fénix Argentina            | 3.ª           | 2018-19       | 27    | 3     | 0      | —                | —                | —                | —                       | —                       | —                       | 27    | 3     | 0      |
| C. A. Fénix Argentina            | Total club    | Total club    | 27    | 3     | 0      | 0                | 0                | 0                | 0                       | 0                       | 0                       | 27    | 3     | 0      |
| UAI Urquiza Argentina            | 3.ª           | 2019-20       | 19    | 2     | 0      | —                | —                | —                | —                       | —                       | —                       | 19    | 2     | 0      |
| UAI Urquiza Argentina            | Total club    | Total club    | 19    | 2     | 0      | 0                | 0                | 0                | 0                       | 0                       | 0                       | 19    | 2     | 0      |
| C. A. Acassuso Argentina         | 3.ª           | 2020          | 7     | 0     | 0      | —                | —                | —                | —                       | —                       | —                       | 7     | 0     | 0      |
| C. A. Acassuso Argentina         | 3.ª           | 2021          | 26    | 2     | 0      | —                | —                | —                | —                       | —                       | —                       | 26    | 2     | 0      |
| C. A. Acassuso Argentina         | Total club    | Total club    | 33    | 2     | 0      | 0                | 0                | 0                | 0                       | 0                       | 0                       | 33    | 2     | 0      |
| C. A. Güemes Argentina           | 2.ª           | 2022          | 31    | 3     | 1      | 1                | 0                | 0                | —                       | —                       | —                       | 32    | 3     | 1      |
| C. A. Güemes Argentina           | Total club    | Total club    | 31    | 3     | 1      | 1                | 0                | 0                | 0                       | 0                       | 0                       | 32    | 3     | 1      |
| Defensores de Belgrano Argentina | 2.ª           | 2023          | 34    | 11    | 8      | 1                | 0                | 0                | —                       | —                       | —                       | 35    | 11    | 8      |
| Defensores de Belgrano Argentina | 2.ª           | 2024          | 22    | 6     | 2      | 1                | 0                | 0                | —                       | —                       | —                       | 23    | 6     | 2      |
| Defensores de Belgrano Argentina | Total club    | Total club    | 56    | 17    | 10     | 2                | 0                | 0                | 0                       | 0                       | 0                       | 58    | 17    | 10     |
| C. A. San Miguel Argentina       | 2.ª           | 2025          | 9     | 1     | 2      | —                | —                | —                | —                       | —                       | —                       | 9     | 1     | 2      |
| C. A. San Miguel Argentina       | Total club    | Total club    | 9     | 1     | 2      | 0                | 0                | 0                | 0                       | 0                       | 0                       | 9     | 1     | 2      |
| Total carrera                    | Total carrera | Total carrera | 181   | 29    | 13     | 3                | 0                | 0                | 0                       | 0                       | 0                       | 184   | 29    | 13     |
| 1. 2.                            |               |               |       |       |        |                  |                  |                  |                         |                         |                         |       |       |        |